# Omayra Sánchez
Omayra Sánchez (Armero, 28 agosto 1972 – Armero, 16 novembre 1985) è stata una vittima dell'eruzione del vulcano Nevado del Ruiz, la cui eruzione il 13 novembre 1985 ad Armero, in Colombia creò una serie di violenti lahar che distrussero circa 14 città e villaggi ed uccisero circa 30 000 persone.

## Descrizione
Intrappolata per tre giorni nell'acqua, fango e altri detriti della propria casa, Omayra catturò l'attenzione dei mass media quando i volontari sul luogo raccontarono della bambina che non erano riusciti a salvare. I filmati di Omayra che parla con i volontari, sorride e gesticola davanti alla telecamera fecero il giro del mondo. Il suo "coraggio e dignità" commossero molti operatori umanitari, che le si riunivano intorno per incoraggiarla e pregare per lei. Dopo sessanta ore di lotta, Omayra soccombette alla gangrena e all'ipotermia. La sua fine sottolineò il fallimento del governo a rispondere prontamente all'emergenza.

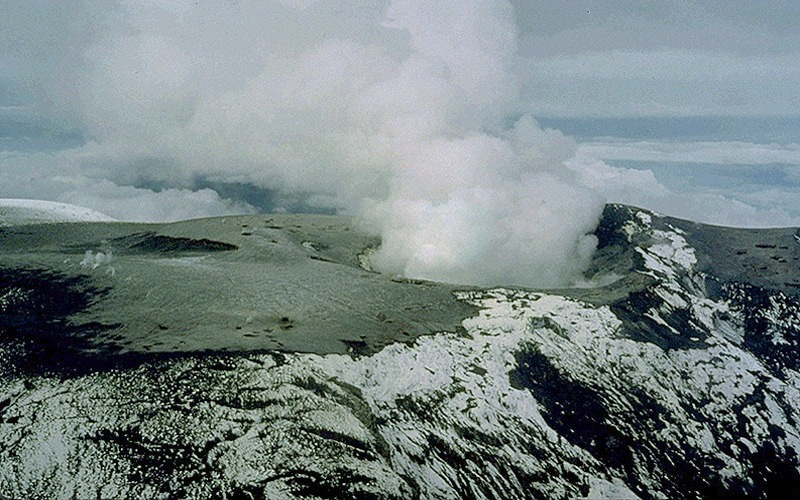
Nevado del Ruiz 1985

Omayra viene ricordata in particolare per una foto scattata prima di morire dal fotoreporter Frank Fournier. Quell'immagine provocò in tutto il mondo polemiche e indignazione contro il governo colombiano, accusato di aver ignorato i segnali di allarme sui rischi di una possibile eruzione del vulcano Nevado del Ruiz.
Il racconto De barro estamos hechos di Isabel Allende, contenuto nella raccolta Eva Luna racconta, è proprio basato su questi eventi ed è raccontato dal punto di vista di un uomo presente alla morte di Omayra. La Allende in seguito ha scritto della sua ispirazione per la storia: "I suoi [di Omayra] grandi occhi neri, pieni di rassegnazione e saggezza, ancora mi perseguitano nei miei sogni. Scrivere questa storia non è servito ad esorcizzare il suo fantasma."
Sul luogo in cui sorgeva la città di Armero, è stato creato un memoriale del disastro, in cui un piccolo mausoleo è stato dedicato proprio alla memoria di Omayra. In occasione dei venti anni del disastro alcuni quotidiani e riviste locali hanno commemorato sia l'evento, sia la morte della bambina.